# Zbigniew Dychto
Zbigniew Dychto (ur. 1 grudnia 1945 w Chechle) – polski samorządowiec, od 2006 do 2014 prezydent Pabianic.

## Życiorys
Ukończył szkołę podstawową w Chechle, potem Technikum Mechaniczne w Pabianicach. Studiował na Politechnice Łódzkiej, w Wyższej Szkole Pedagogicznej w Opolu oraz w Akademii Ekonomicznej w Katowicach.
Pracował jako nauczyciel. Od sierpnia 1981 do grudnia 2006 pełnił funkcję dyrektora Zespołu Szkół nr 2 w Pabianicach. W latach 1994–2002 zasiadał w pabianickiej radzie miasta, zajmując m.in. stanowisko wiceprzewodniczącego.
26 listopada 2006 w drugiej turze wyborów samorządowych został wybrany na urząd prezydenta Pabianic, pokonując kandydata PO Krzysztofa Haburę. 13 grudnia 2009 odbyło się referendum w Pabianicach w sprawie odwołania prezydenta Pabianic i rady miasta, które zostało uznane za nieważne ze względu na zbyt małą frekwencję (10,82%). W 2010 uzyskał w pierwszej turze reelekcję w wyborach na urząd prezydenta, kandydując jako bezpartyjny z ramienia PO. W 2014 kandydował po raz kolejny z własnego komitetu wyborczego, przegrywając w pierwszej turze głosowania.
Żonaty (żona Ewa), ma córkę Katarzynę i syna Marcina.